# Japanische Hopfenbuche
Die Japanische Hopfenbuche (Ostrya japonica)  ist eine Pflanzenart aus der Gattung der Hopfenbuchen (Ostrya) in der Unterfamilie der Haselnussgewächse (Coryloideae) innerhalb der Familie der Birkengewächse (Betulaceae). Das natürliche Verbreitungsgebiet der Art liegt in Japan, Korea und China. Das Holz wird manchmal zur Herstellung von Möbeln und als Bauholz verwendet.

## Beschreibung

### Vegetative Merkmale
Die Japanische Hopfenbuche ist ein breitkroniger Baum, der Wuchshöhen von bis zu 20 Metern erreicht. Die Borke ist dunkel-grau. Die Rinde junger Zweige sind dicht grau-braun behaart und verkahlt später.
Die wechselständig an den Zweigen angeordneten Laubblätter sind in Blattstiel und -spreite gegliedert. Der Blattstiel ist 1,0 bis 1,5 Zentimeter lang und dicht behaart. Die einfache Blattspreite ist bei einer Länge von 3,5 bis 12 Zentimetern sowie einer Breite von 1,5 bis 5,5 Zentimetern eiförmig bis eiförmig-lanzettlich mit lang-zugespitztem oberen Ende und gerundeter, herzförmiger, schief-herzförmiger oder breit-keilförmiger Basis und einem unregelmäßig doppelt gesägten Rand. Es werden zehn bis fünfzehn Nervenpaare im Abstand von 5 bis 10 Millimetern gebildet. Die Blattoberseite ist besonders entlang der Mittelader fein behaart, die -unterseite ist dicht behaart, verkahlt und weist Achselbärte auf.

### Generative Merkmale
Die Japanische Hopfenbuche blüht von Mai bis Juli, die Früchte reifen von Juli bis September.
Die Japanische Hopfenbuche ist einhäusig getrenntgeschlechtig (monözisch). Die weiblichen Blütenstände sind 1,5 bis 2,5 Zentimeter lang und traubig. Der 2,0 bis 2,5 Zentimeter lange Blütenstandsschaft ist dicht behaart. Die überlappenden Tragblätter sind bei einer Länge von 1 bis 2 Zentimetern sowie einer Breite von 6 bis 12 Millimetern verkehrt-eiförmig-länglich oder elliptisch mit bespitztem oberen Ende, sackförmig, netznervig, häutig, verkahlend und haben eine borstig behaarte, stängellose Basis.
Die bei Reife hell-braunen Nussfrüchte sind bei einer Länge von 6 bis 7 Millimetern schmal-eiförmig, glänzend, kahl und gerippt.

## Vorkommen
Das natürliche Verbreitungsgebiet liegt in Asien auf den japanischen Inseln Hokkaidō, Honshū, Kyushu sowie Shikoku, auf der Koreanischen Halbinsel und in den chinesischen Provinzen südliches Gansu, Hebei, Henan, Hubei, Shaanxi sowie westliches Sichuan. Die Japanische Hopfenbuche wächst in China in gemäßigten Wäldern in Höhenlagen von 1000 bis 2800 Metern auf frischen, schwach sauren bis schwach alkalischen, sandig-lehmigen bis lehmigen, nährstoffreichen Böden an sonnigen bis lichtschattigen Standorten. Ostrya japonica ist wärmeliebend und meist frosthart.

## Taxonomie
Die Erstbeschreibung von Ostrya japonica erfolgte 1893 durch Charles Sprague Sargent Garden & Forest, Volume 5, S. 282. Das Artepitheton japonica verweist auf das Verbreitungsgebiet Japan. Ein Synonym für Ostrya japonica Sarg. ist Ostrya liana Hu.

## Verwendung
Das Holz der Japanischen Hopfenbuche ist hart und glänzend. Es wird als Bauholz und zur Herstellung von Möbeln verwendet.

## Nachweise